# Tramwaje w Irbicie
Tramwaje w Irbicie − zlikwidowany system komunikacji tramwajowej w rosyjskim mieście Irbit.
Linię tramwaju konnego otwarto w roku 1926. Linię tę zamknięto w roku 1933.